# Армянская епархия Америки
Американская епархия Эчмиадзинского патриархата Армянской апостольской церкви (арм. Հայ Առաքելական եկեղեցու Էջմիածնի պատրիարքության Ամերիկայի թեմ) — упразднённая епископская епархия Армянской апостольской церкви, бывшая в составе Эчмиадзинского патриархата.
Сегодня на территории бывшей Американской епархии образованы Западноамериканская и Восточноамериканская епархии Армянской апостольской церкви.

## История
В юрисдикцию Американской епархии входила территория США. По данным на 1911 год, количество верующих данной епархии Армянской апостольской церкви — 50 000, общин — 50, а также 5000 армян-протестантов.
Епархия имела пять храмов.